# بلدة أوبرن (مقاطعة كرافورد)
بلدة أوبرن هي واحدة من ستة عشر بلدة في مقاطعة كروفورد، أوهايو، الولايات المتحدة. اعتبارًا من تعداد عام 2010، كان هناك 795 شخصًا يعيشون في البلدة.

## الاسم والتاريخ
تم إنشاء بلدة أوبرن في عام 1820.

## روابط خارجية
- موقع المقاطعة